# Esóvalta
Esóvalta är en ort i Grekland.   Den ligger i prefekturen Nomós Péllis och regionen Mellersta Makedonien, i den norra delen av landet, 300 km norr om huvudstaden Aten. Esóvalta ligger 10 meter över havet och antalet invånare är 988.
Terrängen runt Esóvalta är platt. Runt Esóvalta är det ganska tätbefolkat, med 134 invånare per kvadratkilometer. Närmaste större samhälle är Giannitsá, 15,3 km nordost om Esóvalta. Trakten runt Esóvalta består till största delen av jordbruksmark.